# Jérôme Pétion de Villeneuve
Jérôme Pétion de Villeneuve (Chartres, 3 gennaio 1756 – Saint-Émilion, 24 giugno 1794) è stato un avvocato, rivoluzionario e politico francese.

## Biografia
Figlio di Jérôme Pétion, avvocato e giudice presidiale a Chartres, e di Marie-Élisabeth Le Tellier, studiò presso la Congrégation de l'Oratoire di Vendôme e poi a 18 anni presso un procuratore a Parigi prima di iscriversi al collegio degli avvocati di Chartres nel 1778. Deciso a farsi un nome nel campo della letteratura, partecipò a diversi premi pubblicando parecchi libri: Moyens proposés pour prévenir l'infanticide (1781), Les Lois civiles et l'administration de la justice ramenées à un ordre simple et uniforme, ou Réflexions morales, politiques, etc., etc., sur la manière de rendre la justice en France avec le plus de célérité et le moins de frais possible (1782), Essai sur le mariage considéré sous des rapports naturels, moraux et politiques, ou Moyens de faciliter et d'encourager les mariages en France (1785), oltre ad altri scritti consacrati alla riunione dell'Assemblée des notables e degli Stati generali. Fu inoltre membro attivo de la Société de Amis des Noirs.

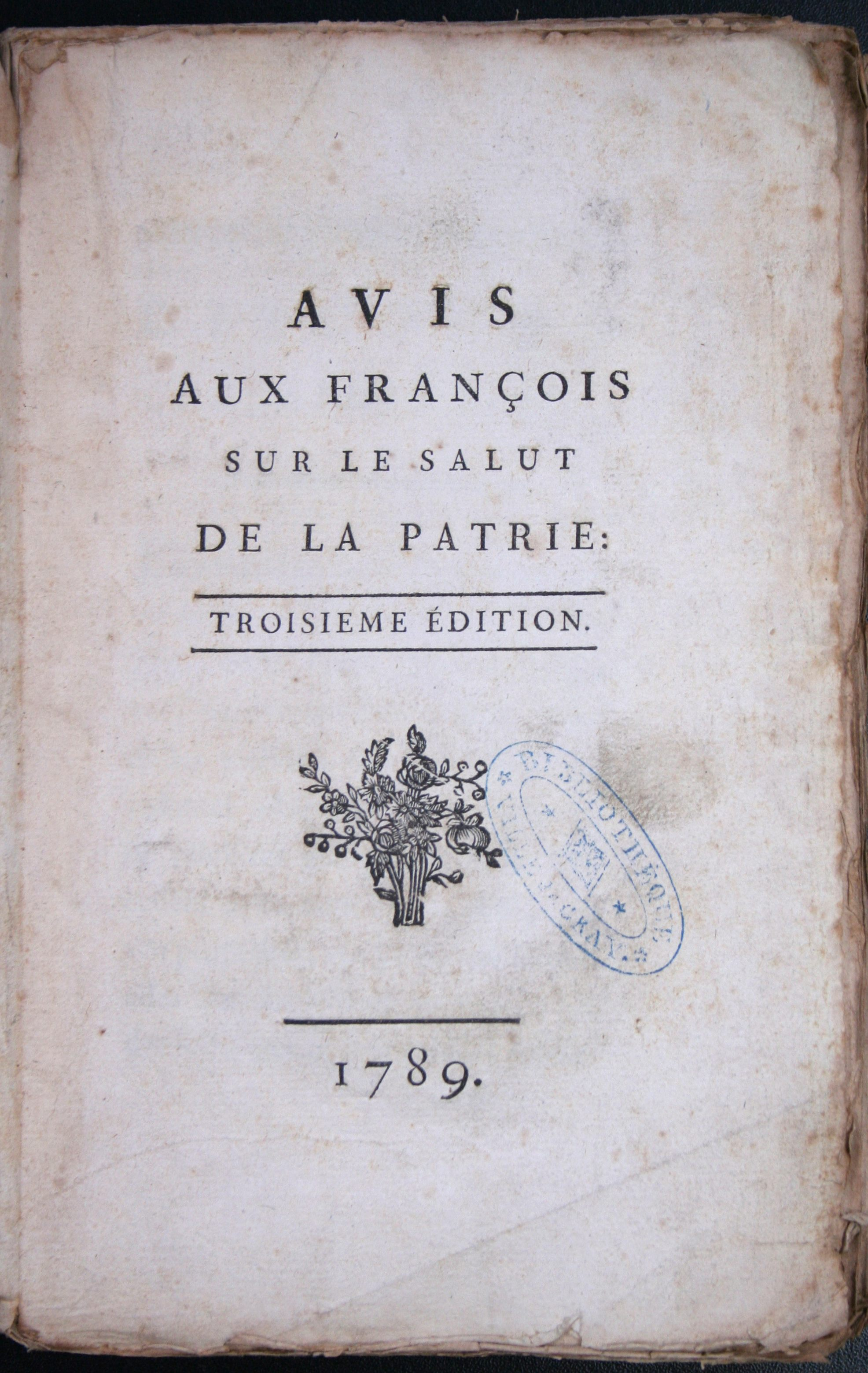
Avis aux François (esemplare della bibliothèque patrimoniale di Gray).

Eletto in data 20 marzo 1789 primo deputato del terzo stato di Chartres agli Stati generali con 164 voti su 190 votanti, il seggio consentì al piccolo gruppo di patrioti l'ingresso all'Assemblea Nazionale Costituente, assieme a François Buzot e Maximilien de Robespierre, dei quali fu amico e con essi combatté per la democrazia: lottò contro il veto reale, le due camere proposte dai monarchici, il suffragio censuario (anche se non difese il suffragio universale, esigette il diritto di voto per tutti i cittadini attivi). Divenne uno dei capi dei Giacobini. Membro del comitato di revisione, entrò nel settembre 1790 nel comitato di costituzione, prima di essere eletto segretario e poi presidente dell'Assemblea.
Al momento della tentata fuga di Luigi XVI e della famiglia reale e del conseguente arresto a Varennes nel giugno 1791, egli appena nominato presidente del Tribunale penale di Parigi (funzione che non esercitò mai), venne incaricato, con Barnave e Charles César de Fay de La Tour-Maubourg, del loro trasferimento a Parigi. Lasciò una memoria di questo episodio, in cui sostiene che "se fossimo stati soli Elisabetta si sarebbe abbandonata tra le mie braccia". Successivamente, si dichiarò favorevole alla sospensione dell'esecuzione di Luigi XVI.
In data 30 settembre 1791, alla seduta conclusiva dell'Assemblea, venne fatto segno, assieme a Robespierre, di un'ovazione da parte del popolo.
Intimamente legato a Madame de Genlis, ella lo accompagnò a Londra quando egli vi condusse tre allievi, e fra questi Adélaïde d'Orléans, nell'ottobre-novembre 1791.

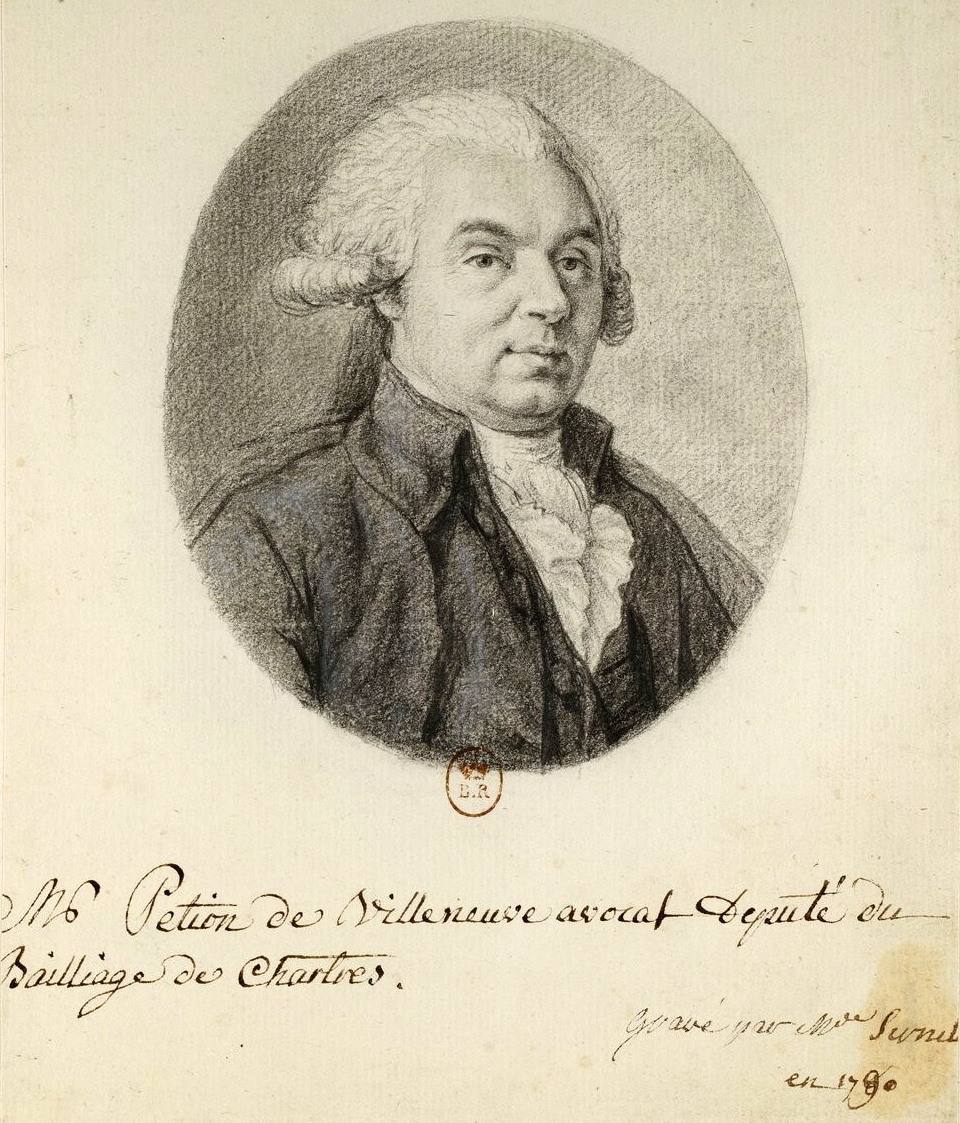
Jérôme Pétion de Villeneuve.

Il 14 novembre 1791 venne eletto sindaco di Parigi, con l'appoggio della Cour, battendo La Fayette con 6708 voti su 10.632 votanti. Il 20 giugno 1792, cercò di prevenire l'attacco alle Tuileries e agli appartamenti reali, ma venne accusato dal re e dal direttorio del Dipartimento, di aver incoraggiato e facilitato il tumulto con la sua mancanza di reazione all'invasione delle Tuileries. Il 6 luglio venne sospeso dal servizio dal dipartimento e sostituito da Philibert Borie, ma questo aumentò la sua popolarità e diverse fazioni si stavano armando per chiedere il suo ritorno, tanto che lui fu l'eroe delle celebrazioni del 14 luglio 1792. L'Assemblea legislativa decise di ripristinarlo nell'incarico. Il 3 agosto 1792 venne incaricato di portare le richieste dei commissari delle 48 sezioni che richiedevano la deposizione del re. Tuttavia, non partecipò alla giornata del 10 agosto 1792.
Venne confermato nella funzione di sindaco dalla Comune di Parigi ma perdette tutto il suo potere a fronte delle decisioni della sezione rivoluzionaria di Parigi. Non si oppose alle visite domiciliari e rimase totalmente passivo ai massacri di settembre. Il 6 settembre, dovette rendere conto degli avvenimenti davanti all'Assemblea.

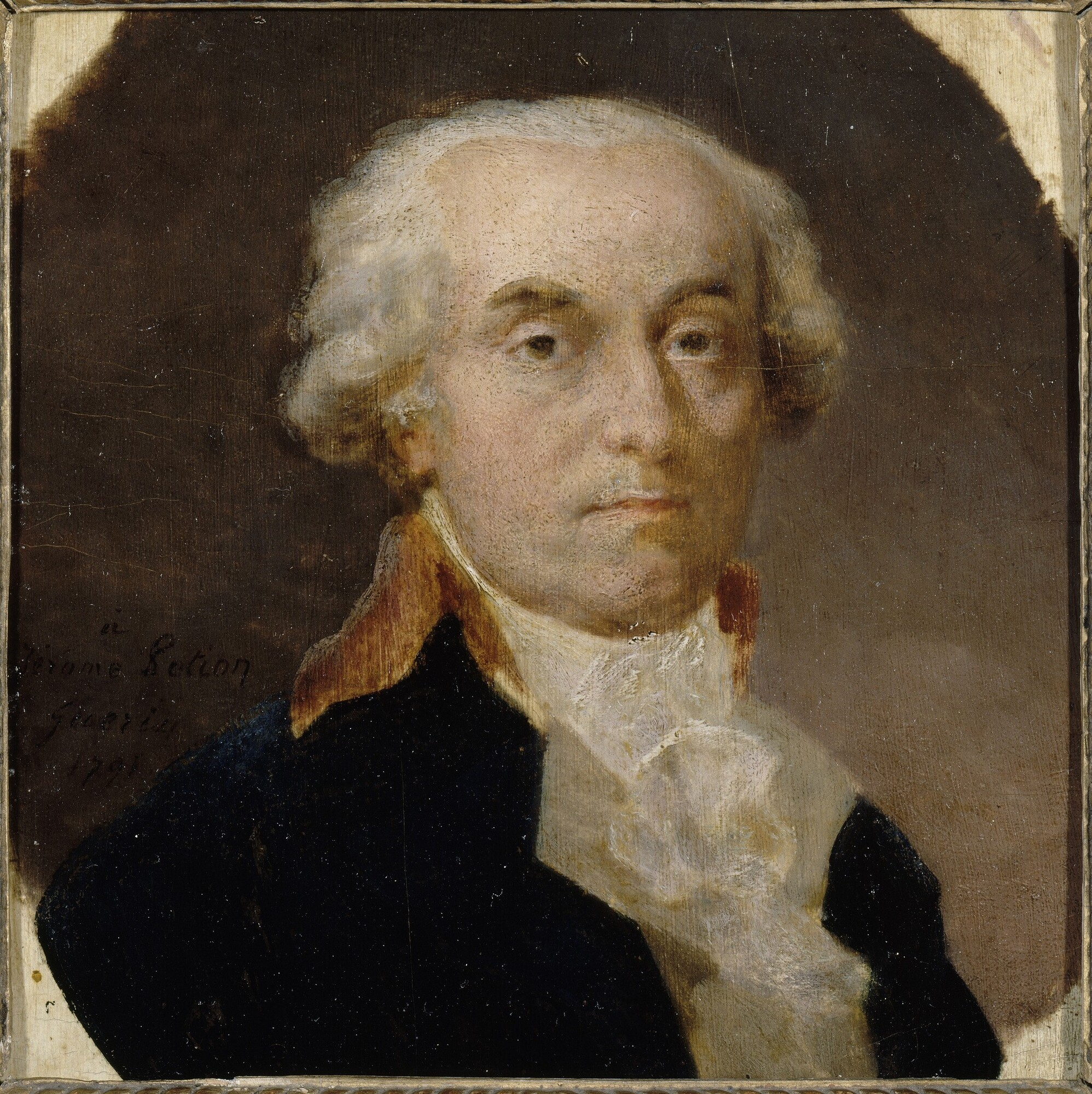
Jérôme Petion de Villeneuve nel 1791.

Eletto il 5 settembre deputato dell'Eure-et-Loir alla Convenzione nazionale, terzo su 9 con 274 voti su 354 votanti, si dimise da sindaco e divenne il primo presidente all'apertura della sessione, il 20 settembre 1792.
A quel punto entrò in dissidio con Robespierre, con il quale ruppe all'inizio di novembre, e si alleò ai Girondini. Al momento del processo a Luigi XVI, votò l'appello al popolo e la sospensione della condanna a morte. Nella primavera del 1793 entrò in conflitto con la Comune di Parigi, il cui controllo sfuggì ai Girondini dopo le dimissioni di Chambon, accelerando la rottura tra Girondini e Montagnardi. Tuttavia, votò contro il processo a Marat.
Dopo le "giornate del 31 maggio e 2 giugno 1793", venne emesso nei suoi confronti un ordine di cattura, ma riuscì a evadere il 24 giugno e a raggiungere Caen con Guadet, dove tentò di sollevare la Normandia contro la Convenzione nazionale. Dopo la battaglia di Brécourt del luglio 1793, si recò nel Finistère, da dove s'imbarcò per il dipartimento della Gironda (Bordeaux era già in insurrezione contro la Convenzione) con Buzot e Barbaroux, con i quali visse nascosto a Saint-Émilion, vicino a Bordeaux, per dieci mesi. Quando Salle e Guadet vennero arrestati nella casa del padre di Guadet, credendosi minacciato, lasciò di notte il suo asilo, presso il parrucchiere Troquart (dal quale si era rifugiato dal 20 gennaio), con Buzot e Barbaroux. Tuttavia, un pastore li vide in una pineta. Barbaroux cercò di uccidersi con un colpo di pistola, ma riuscì solo a ferirsi e venne preso (alla fine venne ghigliottinato il 25 giugno). Da parte loro, il 24 giugno Petion e Buzot si addentrarono in un campo di grano e si suicidarono con un colpo di pistola. I loro miseri cadaveri vennero ritrovati due giorni dopo, ormai quasi divorati dai lupi, da sanculotti di Castillon facendo una battuta generale dalla parte di Saint-Magne.
Prima di questa sua ultima fuga, Pétion aveva lasciato a Madame Bouquey il manoscritto delle sue mémoires e il suo testamento politico.
Il corpo di Jérôme Pétion de Villeneuve venne sepolto nel Cimitero di Saint-Magne-de-Castillon.

## Nella cultura di massa

### Cinema
- La rivoluzione francese (1989), interpretato da Daniel Briquet.